# Maite Perroni
Maite Perroni Beorlegui (Cidade do México, 9 de março de 1983) é uma atriz, cantora, compositora, modelo, apresentadora, empresária e produtora mexicana.
Começou a carreira na televisão interpretando a personagem Lupita na novela mexicana adolescente Rebelde (2004–2006), pela qual ficou conhecida e, posteriormente, protagonizou as novelas Cuidado con el Ángel (2008), Mi Pecado (2009), Triunfo del Amor (2011), Cachito de Cielo (2012) e La Gata (2014). Sua carreira progrediu com os seus papéis principais nas novelas Antes Muerta que Lichita (2015) e Papá a Toda Madre (2017), trabalhos que lhe renderam o Prêmio TVyNovelas de melhor atriz. Estrelou a série de comédia El Juego de las Llaves (2019) e a de suspense Oscuro Deseo (2020–22).
Seu primeiro trabalho na música também foi na novela Rebelde, de onde surgiu o grupo musical RBD (2004–09). O grupo vendeu mais de 65 milhões de discos, ganhou prêmios diversos e recebeu duas indicações ao Grammy Latino. Lançou o seu álbum de estreia solo, Eclipse de Luna (2013), que debutou em segundo lugar na tabela americana da Billboard Latin Pop Albums e emplacou o single "Tú y Yo" no top 20 da Latin Pop Songs da Billboard. Em (2016–19), opta por lançamentos de singles avulsos; Loca, uma parceria com a dupla colombiana Cali y El Dande, foi a música de maior sucesso desse novo formato da artista, emplacando o single no top 30 da Hot Latin Songs da Billboard.
Maite Perroni já foi indicada a diversos prêmios da indústria da arte e da música, como o Prêmio TVyNovelas, Prêmios People en Español e Premios Juventud. Maite já apareceu três vezes na lista dos rostos mais lindos do mundo do TC Candler, chegando à ocupar a décima posição em 2014. Com uma carreira já consolidada, Maite é considerada pela mídia mexicana como a representante da nova geração de talentos latinos, além de ser considerada a "Rainha das Telenovelas". Em 2015, foi considerada pela revista People en Español como um dos 50 latinos mais influentes do mundo.

## Início da vida

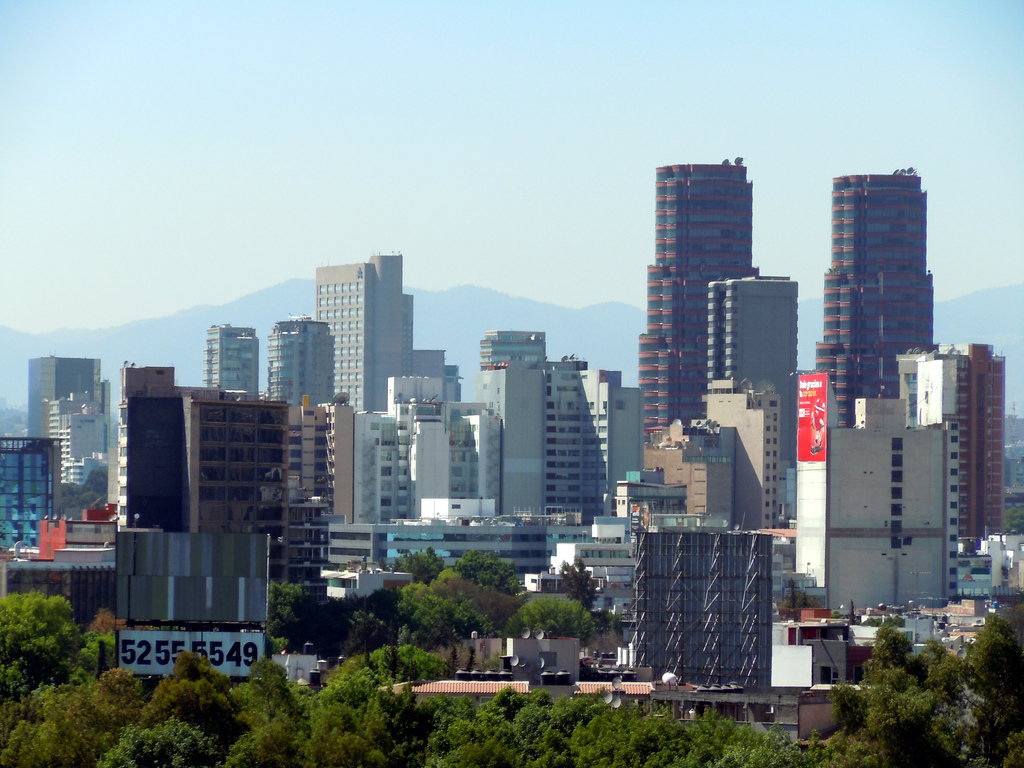
Vista da Cidade do México, onde Maite nasceu

Maite Perroni Beorlegui nasceu na Cidade do México em 9 de março de 1983. Filha de Maite Beorlegui e Javier Perroni, uma psicóloga e um empresário, respectivamente, mudou-se com a família para Guadalajara, capital do estado de Jalisco, por motivos de trabalho de seu pai, onde viveram por mais ou menos treze anos. É a mais velha dos três filhos do casal sendo os outros: Adolfo (Olfo) e Francisco (Paco). Em entrevista, Perroni ressaltou que tratava Francisco (Paco) como um bebê, porque tinha 10 anos, mas um dia, o garoto disse que não era o seu filho e ela entendeu o seu papel de irmã. "Nós três vivemos muito juntos agora, mas antes pela diferença de idade, me dava melhor com Adolfo".
Maite teve uma infância muito completa e tranquila, porque ela e sua família viviam em uma subdivisão em Guadalajara, onde ela patinava, andava de bicicleta e até mesmo tinha sua própria casa na árvore. "Foi uma infância muito livre. Meus pais faziam que nós jogasse, nos divertisse e não ficar em frente a TV", disse Perroni em entrevista. Declarou ainda que "era fascinada por desenhos animados" como Os Jetsons e Os Flintstones. Maite apontou que seus irmãos mais novos, Adolfo e Paco eram sempre os seus companheiros de aventura.
Desde muito cedo, Maite já demonstrava o seu potencial artístico. Ainda criança, realizou comercias das marcas Pelón Pelo Rico (comercial de doces), em 1991 e Pintura Acuario, em 1994. Participou também de alguns programas do canal Disney Channel. Integrou por dois anos consecutivos o Intercolegial de Dança, sendo que num ano como participante do concurso e no ano seguinte como parte do evento, abrindo cada apresentação.
Realizou duas peças teatrais de forma independente: Cyrano de Bergerac (Ciclo Teatro Experimental) em 1998, e Cats (peça escolar) em 2000. Maite iria fazer faculdade de marketing ou publicidade, mas mudou de ideia e mais tarde ingressou-se no Centro de Educação Artística da Televisa (CEA), onde estudou atuação por dois anos e meio, graduando-se em 2003. Dentro do CEA (Centro de Educação Artística da Televisa), atuou em outras peças de teatro: Usted Tiene Ojos De Mujer Fatal interpretando a Elena, Las Cosas Simples como Matilde e Los Enamorados vivendo Eugênia. Em 2001, esteve no videoclipe "Veneno de Amor" da cantora Nina, famosa no México naquela época.

## Carreira

### 2004–2008: Início, primeiros anos eRBD

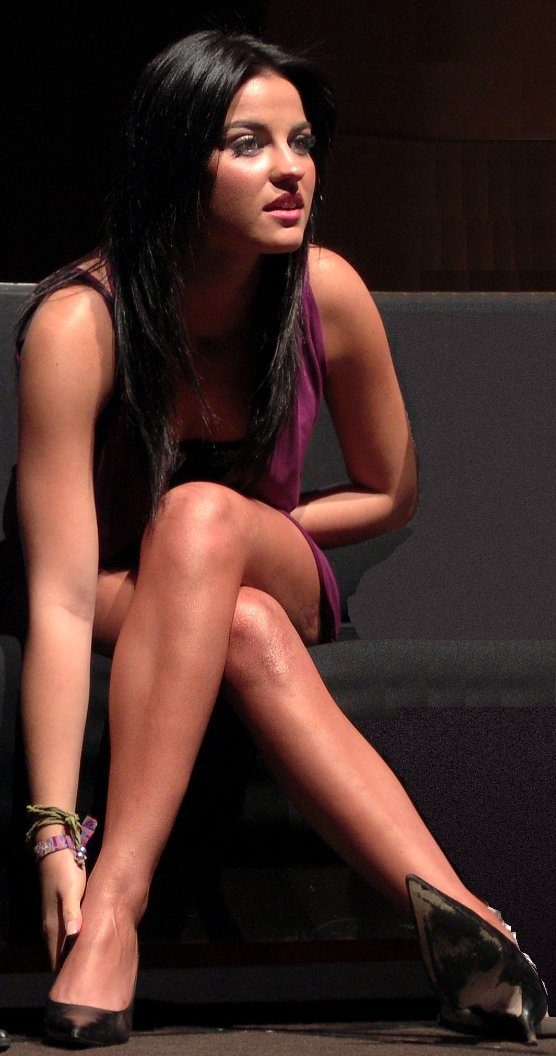
Perroni em uma coletiva de imprensa com o RBD no Brasil (fevereiro de 2006)

Após graduar-se no CEA, Maite participou de testes para integrar a telenovela Rebelde, conseguindo o papel de Lupita Fernández, a garota simples que entra na Elite Way School, graças a uma bolsa de estudos e sua tia Mayra, que a ajuda enquanto trabalha na cafeteria. Lupita foi sua primeira personagem na televisão Consequentemente passou a integrar também a banda musical da produção, o RBD. Exibida pelo Canal de Las Estrellas da Televisa entre 4 de outubro de 2004 até 2 de junho de 2006, contando com três temporadas, Rebelde foi um sucesso em todo o mundo. Sendo um remake da argentina Rebelde Way, criada pela produtora Cris Morena, a história dos adolescentes do colégio de internato Elite Way School relatou diversos temas do cotidiano de estudante do ensino secundário, como a descoberta do primeiro amor, os conflitos de autoimagem, o desenvolvimento de distúrbios alimentares, o relacionamento conflituoso com os pais, o bullying e o alcoolismo. A trama foi exibida em mais de 160 países, tendo êxito de audiência em todos. A personagem de Maite, originalmente, deixaria a trama no fim da primeira temporada. Porém, como já estava inserida no RBD, pelo grande número de fãs que a mesma tinha conquistado e pelo seu grande destaque na atuação, Lupita permaneceu até o fim da novela, virando uma das protagonistas. De 2004 a 2006, é lançado no mercado, perfumes dos principais personagens da novela. Em maio de 2007, a empresa Mattel lança uma edição especial da Barbie, como as personagens Mia, Lupita e Roberta da novela. Anahí, Maite e Dulce María foram as primeiras mexicanas a ter uma réplica de seus personagens. As bonecas foram colocadas à venda no México, Estados Unidos e América Latina.
O RBD saiu da ficção para a realidade e o sexteto formado na trama se converteu no maior fenômeno da música pop latino dos últimos tempos. Em novembro de 2004, eles lançaram seu álbum de estreia, intitulado Rebelde, com 25.000 cópias distribuídas apenas no México, valor que foi imediatamente superado. Rebelde foi reconhecido como um disco de diamante no México por vender mais de meio milhão de cópias; depois, o disco recebeu um certificado de certificação de diamante + ouro pela Asociación Mexicana de Productores de Fonogramas y Videogramas (AMPROFON), por suas altas e contínuas vendas. Os singles oficiais do álbum foram "Rebelde", "Sólo quédate en silencio" e "Sálvame", que foram traduzidos para inglês e português – com exceção do primeiro que ganhou apenas uma versão em português. O álbum foi classificado na posição noventa e cinco na Billboard 200, em primeiro na Billboard Latin Pop Albums e em segundo lugar na Billboard Latin Albums. Neste álbum Maite ganhou sua primeira música solo no grupo, intitulada "Cuando El Amor Se Acaba" – que mais tarde ganhou uma versão em português, "Quando O Amor Acaba". Junto a seus companheiros Anahí, Dulce Maria, Christian Chávez, Alfonso Herrera e Christopher Uckermann, ela realizou mais de 240 apresentações, na América e Europa, vendendo mais de 50 milhões de discos em todo o mundo. O grupo mexicano fez apresentações em palcos renomados que incluem o Maracanã, Madison Square Garden e o Coliseu Memorial de Los Angeles. Foram indicados ao Grammy Latino duas vezes, cantaram no concurso Miss Universo 2007 ao vivo para todo o mundo, e até mesmo realizaram um desfile no natal do Disneyland Park, da Califórnia.
Em 2007, eles voltaram à televisão com RBD, la familia, uma série que retratava de forma fictícia o dia-a-dia da banda incorporando mais comédia. Maite interpretou uma das seis protagonistas, a supersticiosa e perfeccionista May. Sua primeira temporada composta por 13 capítulos, foi ao ar de 14 de março a 13 de junho de 2007. A série foi ao ar no canal SKY, sendo produzida por Pedro Damián para a Televisa. A série teve dois finais alternativos, ambos mostrados no canal Sky. Segundo o portal IMDb, RBD: La familia foi a primeira série exibida em alta definição (HD) no México. Os episódios da série foram gravados durante as turnês nacionais e internacionais que o grupo continuava a ter. A série foi dirigida por Juan Carlos Muñoz, sob a produção de Pedro Damián e Luis Luisillo Miguel, e o roteiro de María Eugenia Cervantes, Pedro Armando Rodríguez e Alejandra Romero. Ainda em 2007, fez uma participação na telenovela Lola, érase una vez como a "A nova Cinderela".

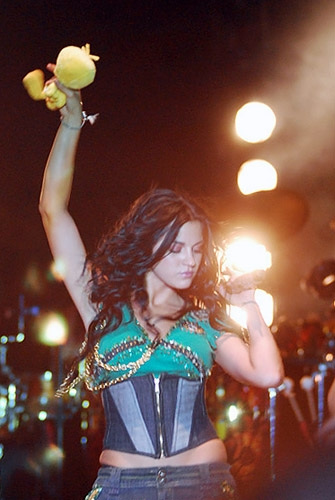
Perroni em 2008, durante a Empezar Desde Cero World Tour

Em janeiro de 2008, foi lançada a canção "Empezar Desde Cero", contida no quinto álbum de estúdio de mesmo nome (2007) do RBD e lançada como segundo single do disco. A canção, escrita e produzida por Armando Ávila e interpretada por Maite, sendo a única canção título de álbum cantada por um único integrante do grupo. A canção figurou em dois charts no Estados Unidos, ambos da indústria latina (Billboard Latin Pop Songs e Billboard Latin Rhythm Airplay). Na América Latina, por sua vez, a composição obteve um desempenho ainda melhor: na Argentina, Venezuela e México a canção debutou entre as dez mais executadas nestas regiões. A canção também recebeu duas nomeações ao Premios Juventud de 2008, nas categorias "vídeo favorito" e "canção favorita". "Empezar Desde Cero", bem como o álbum homônimo, recebeu críticas positivas da maior parte da critica especializada. Jason Birchmeier, revisor do portal Allmusic Guide, afirmou que a canção é destaque dentre as presentes no álbum e é "digna de ser ouvida repetidas vezes". Birchmeier afirmou também que "Empezar desde cero, assim como Inalcanzable, podem ser as melhores músicas do RBD". Judy Cantor-Navas, editora do portal Rhapsody elogiou a evolução musical do sexteto e afirmou que a canção "é infecciosa e cativamente", uma das muitas características do grupo. Maite colaborou junto a Guido Laris e Orlando Calzadana na composição da canção "Tal Vez Mañana", sendo um solo interpretado por ela mesma lançado na edição especial do álbum Empezar Desde Cero (2008).
Ainda em 2008, ainda no grupo RBD, Maite foi convidada para protagonizar a novela Cuidado Con El Àngel, como par romântico do ator William Levy. A produção estreou em junho do mesmo ano e Maite passou a se dividir entre as gravações do folhetim e os compromissos com a banda. A novela foi um grande sucesso no México e foi vendida para mais de 30 países. Maite interpretou alguns dos temas para a trilha sonora da novela, como "Esta Soledad", "Contigo", "Separada de Ti" e "Ave Maria". Por esse trabalho, ganhou diversos prêmios por seu desempenho, como Premios Juventud, e Prêmio TVyNovelas Em 15 de agosto de 2008, o RBD anunciou através de um comunicado de imprensa sua separação após quatro anos de existência. Em novembro deram inicio a última turnê do grupo, Tour del Adiós, encerrando em 21 de dezembro de 2008 na cidade de Madrid, onde aconteceu a última apresentação da carreira do grupo. E em março do ano seguinte, o grupo lançou seu último álbum de estúdio, intitulado Para Olvidarte de Mí.

### 2009-2013: Rainha das novelas e ascensão na Televisa
Pouco tempo após o fim de Cuidado con el Ángel e suas últimas atividades com o RBD, Maite já iniciou as gravações da novela Mi pecado, dando vida à personagem principal, Lucrecia, e fez par romântico com Eugenio Siller como Julián. A estreia da novela ocorreu em 15 de julho de 2009. Maite gravou um dueto com a banda mexicana Reik, "Mi Pecado", e outro com o cantor Fato, "Cuel és mi pecado?" para a trilha sonora da novela. Devido ao seu grande sucesso nas telenovelas, Maite encerrou o ano de 2009, sendo nomeada a nova "Rainha das Telenovelas", além de integrar a lista dos "50 Más Bellos" da revista People en Español em 2009.
Em abril de 2010, Maite confirmou sua participação na peça teatral Cena de Matrimonios, que teve sua estreia em maio daquele ano, e passou por diversas cidades do México e dos Estados Unidos. Em junho, Maite iniciou as gravações de sua participação na terceira temporada da série Mujeres Asesinas, protagonizando o episódio "Las Blanco, Viudas", na pele da vilã Estela. Este episódio, que também contou com a participação de Luz María Aguilar e Diana Bracho, rompeu recordes de audiência sendo o episódio mais visto da temporada. Em agosto de 2010, Maite fez uma mini turnê de pockets shows no Brasil chamada Brazilian Tour 2010. Onde passou por 8 cidades (Belo Horizonte, Rio de Janeiro, Curitiba, Porto Alegre, Santos, São Paulo, Fortaleza e Recife) cantando sucessos do RBD e de suas novelas. Como parte da turnê foi lançado o extended play de mesmo nome, contendo as faixas "Esta Soledad", "Contigo" e "Separada de Ti".

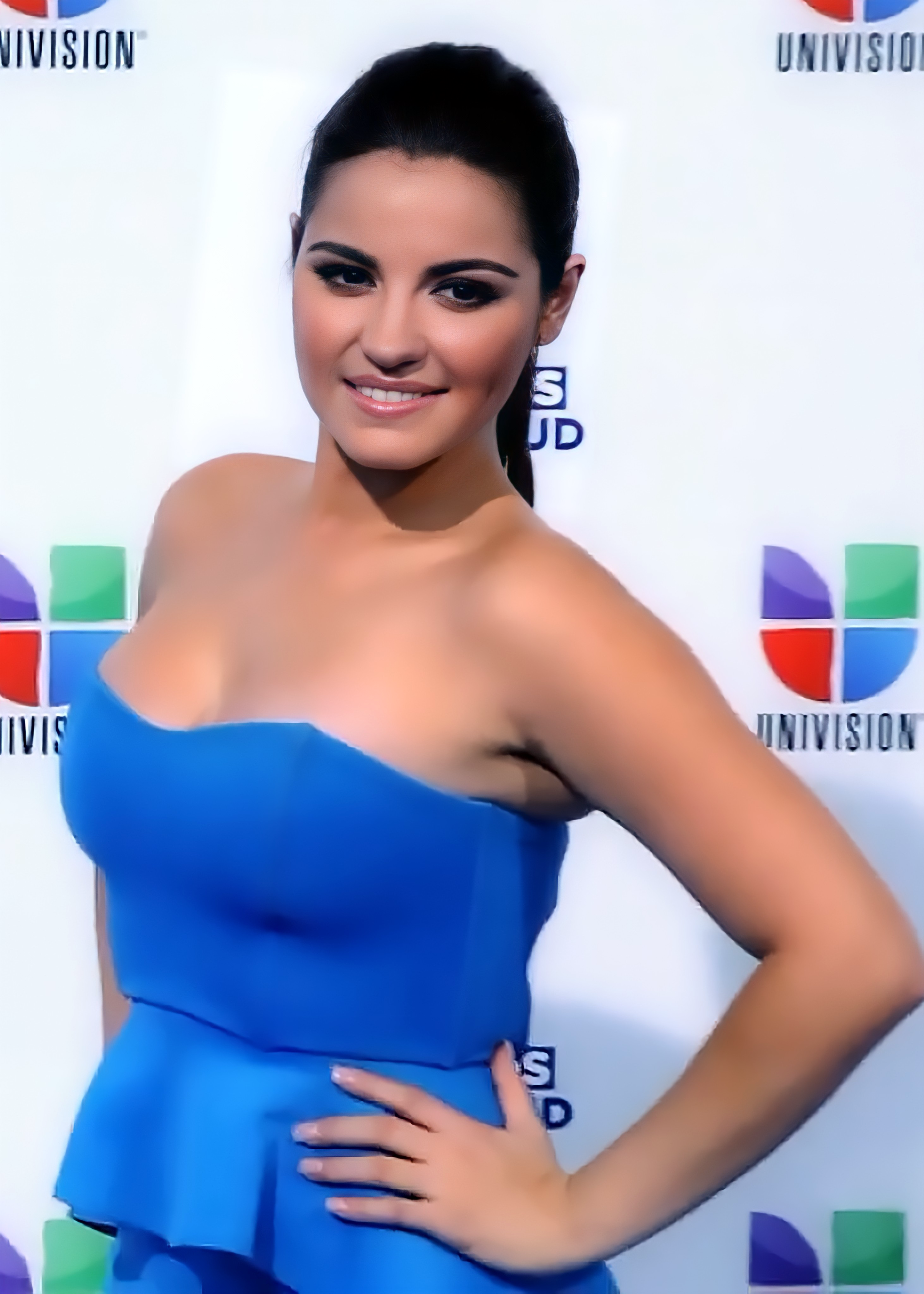
Perroni durante o Premios Juventud (2011)

Em setembro do mesmo ano, Maite foi escalada para protagonizar sua primeira novela em horário nobre, Triunfo del amor, novamente como par romântico de William Levy. A produção que é um remake da venezuelana Cristal (1985), foi ao ar de outubro de 2010 à junho de 2011. Sobre trabalhar novamente com Levy, que foi seu par romântico em Cuidado Con El Àngel (2008), Maite declarou: "É maravilhoso trabalhar com pessoas que já conheço. Viver juntos quase 18 horas por dia durante vários meses obriga-te a abordar os teus colegas de uma forma única, crias cumplicidade, gera-se uma forte camaradagem, uma amizade muito boa. Tenho certeza que nos sairemos muito bem." Para a trilha sonora da novela Maite colaborou com Marco Di Mauro na canção "A Partir de Hoy", que foi posteriormente lançada como o quarto single do segundo álbum de estúdio do cantor, Algo Que Me Faltaba (2010), e rapidamente tornou-se um sucesso em todo território latino-americano, alcançando a primeira posição no iTunes do México e a quinquagésima-quarta música mais executada na América Latina no ano de 2011. Por seu trabalho na telenovela, Maite ganhou o prêmio de 'Chica Que Me Quita El Sueño' (Menina que me faz perder o sono) no Premios Juventud de 2011, desbancando nomes como Lucero, Belinda e Danna Paola. Além de ser indicada ao Prêmios People en Español (2011) e Prêmio TVyNovelas (2012) como 'Melhor Atriz'. Em maio de 2011, ela fez uma participação no programa Plaza Sésamo, onde cantou uma música chamada "Del 1 al 11".
Entre junho e dezembro de 2012, Maite protagonizou a nova novela da Cachito de Cielo, interpretando Renata Landeros. A trama foi alvo de várias críticas, principalmente por parte do público católico, e acabou sendo encerrada antes do tempo previsto. Em 14 de agosto de 2012, Maite lançou o single "Te Daré Mi Corazón", que também foi incluído na trilha sonora da novela.

### 2013-2018:Eclipse de Lunae carreira musical

Maite performando a canção "Tú y Yo" pela primeira vez nos Premios Juventud. (julho de 2013)

Maite se mudou para Nova Iorque em fevereiro de 2013 para começar a trabalhar na produção de seu primeiro disco como solista pela gravadora Warner Music. O novo trabalho musical foi produzido pelo produtor chileno Koko Stambuk e seu primeiro single "Tú y Yo", pertencente ao ritmo bachata-pop foi lançado mundialmente no dia 18 de junho. Em 17 de junho foi anunciada a gravação do videoclipe em Nova Iorque e seu lançamento ocorreu em 12 de julho por meio da conta oficial da marca de cosméticos Pantene, da qual Maite é garota propaganda. Em 18 de julho de 2013, Maite performou "Tú y Yo" pela primeira vez ao vivo, no Premios Juventud.
Em 27 de agosto foi lançado o disco intitulado Eclipse de Luna. O álbum debutou nos charts da Billboard: foi o segundo mais vendido dos Estados Unidos na categoria Latin Pop Álbums e o nono dos Top Latim Álbums na semana de 21 de setembro. Estreou na terceira posição da Amprofon Top 20, a principal tabela de álbuns mexicana. O álbum ganhou uma versão especial para o Brasil com participação de Thiaguinho na canção "Inexplicable", e foi lançado em novembro de 2013. Durante o processo de divulgação do disco, Maite esteve visitando diversos países do mundo. Ela realizou tarde de autógrafos e participou de programas de TV em várias partes do México. Também esteve nos Estados Unidos, em Porto Rico, na Costa Rica e na Colômbia (país em que canção "Tú y Yo" se manteve no primeiro lugar das mais tocadas nas rádios), onde encontrou com seus fãs e também cedeu entrevistas a diversos meios de comunicação. Como consequência do grande sucesso de suas novelas na África, Maite foi convidada a visitar Angola no mês de outubro. Durante a passagem pelo país africano, atraiu legiões de admiradores a todos os lugares em que esteve e realizou sessões de fotos, além de participar de vários programas da TV angolana onde cantou os seus mais recentes sucessos. No Brasil, Perroni participou ao vivo do programa Domingo Legal do SBT, e foi notícia na mídia brasileira. Ela voltou ao país em novembro para realizar convivências com seus fãs e participar de um show de Thiaguinho, em São Paulo.
Em dezembro de 2013, Maite confirmou sua volta à TV mexicana e seu quinto papel de protagonista em La Gata, onde fez par com o ator Daniel Arenas. Para não deixar a música de lado, ela confirma que cantará dois temas para esse novo projeto; o tema de abertura, "Vas A Querer Volver" e o tema do casal na novela, "Todo Lo Que Soy" com Álex Ubago. A novela estreou em maio de 2014, sendo exibida pelo Canal de Las Estrellas. Entre os meses de julho de 2014 a maio de 2015, Maite fez alguns shows em países como México, Brasil, Estados Unidos e Colômbia, com a sua turnê Eclipse de Luna Tour. Ainda em 2014, foi indicada pelo Premios Juventud na categoria de "Chica Que Me Quita El Sueño", foi novamente nomeada como um dos "Los 50 Más Bellos" da People en Español, como um "The 100 most beautiful faces of 2014" pela revista francesa TC Candler e foi considerada a personalidade com mais estilo do ano pela revista mexicana Estilo DF.
Em março de 2015, a cantora se apresentou com um medley de "Vas a Querer Volver" e "Todo Lo Que Soy" no Prêmio TVyNovelas de 2015. Em maio, Maite encerra a sua turnê Eclipse de Luna Tour em New York, nos Estados Unidos e começa a gravar a telenovela, em que é protagonista Antes muerta que Lichita, que estreou em agosto de 2015. Ainda em agosto, Maite estreou o filme Un Gallo Con Muchos Huevos, onde ela parte faz do elenco de dubladores no México. Em outubro esteve presente do Festival People En Español 2015, onde participou de uma sessão de autógrafos e concedeu entrevista. Em novembro, é lançada a música "Esta Navidad (Deseos De Navidad)", uma canção especial para o Natal, que foi lançada como single promocional da empresa Liverpool, e é um dueto com Jesús Navarro da banda Reik. Segundo a revista estadunidense Variety, Maite estava pronta para conquistar o mercado estadunidense à época.

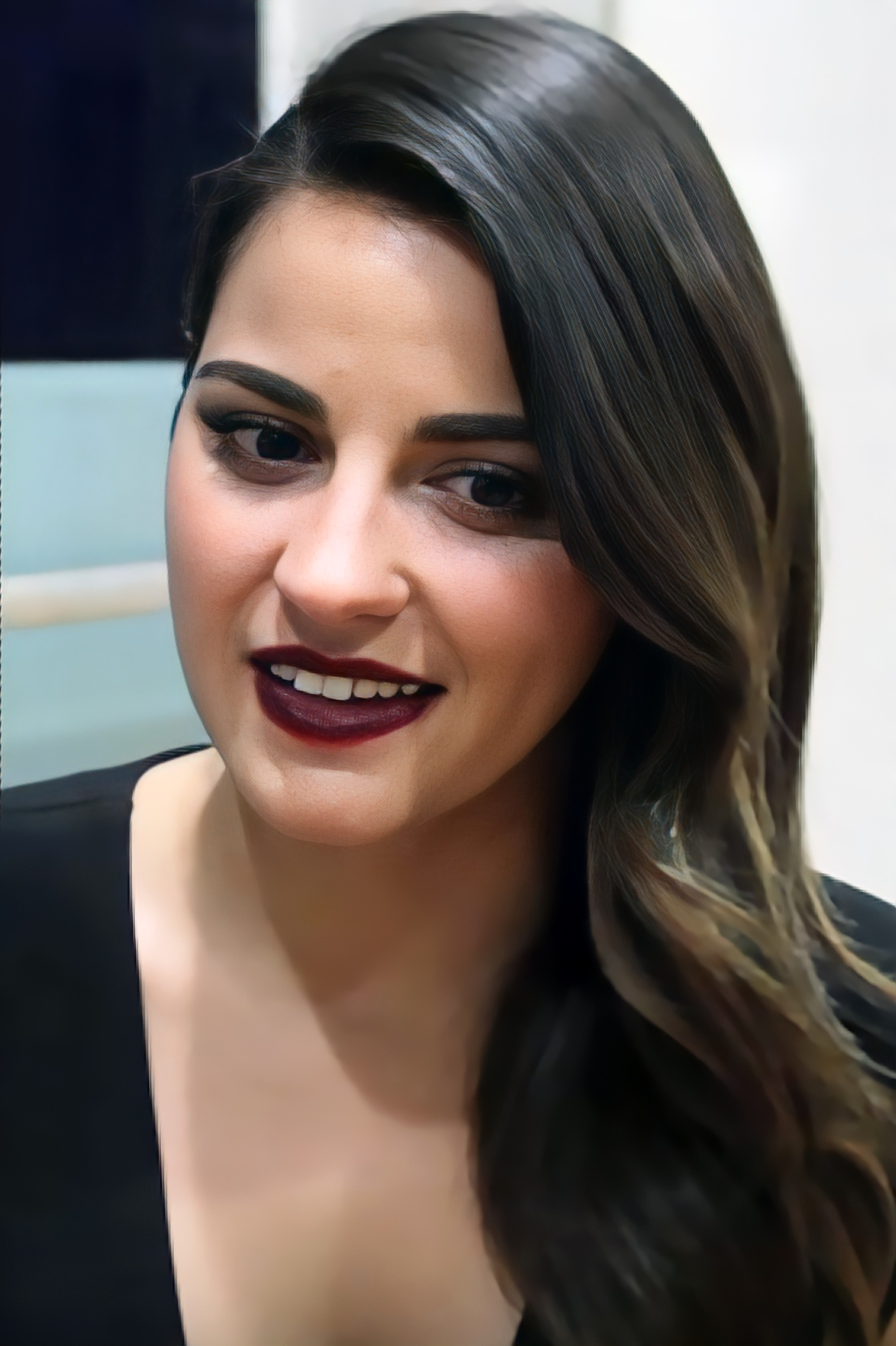
Perroni durante o Festival Internacional de Cinema de Guadalajara (março de 2016)

Em abril de 2016, a atriz e cantora esteve presente nos Prêmio TVyNovelas de 2016, onde apresentou uma categoria, cantou um cover da canção "Yo Te Extrañaré" e ganhou o prêmio de Melhor Atriz Protagonista por Antes muerta que Lichita. Em 14 de julho, Maite fez a primeira apresentação de "Adicta" nos Premios Juventud 2016, a performance foi repleta de sensualidade. Durante a premiação a cantora chegou a ficar nos trending topics mundial do Twitter. Na mesma premiação, ela venceu o prêmio de "Mi Protagonista Favorita" a qual concorria por seu papel na telenovela Antes muerta que Lichita. Em 16 de julho de 2016, a cantora desembarcou no Brasil para uma série de shows com sua segunda turnê, intitulada Tour Love 2016, que passou pelas cidades de São Paulo, Curitiba e Rio de Janeiro, contando com as participações especiais dos cantores brasileiros: Wanessa Camargo, Tiago Iorc e Lexa, respectivamente. A turnê ainda passou pela Espanha, no dia 13 de agosto, em um evento realizado na casa noturna "Sala But" na cidade de Madrid. Em 19 de novembro, se apresentou no Equador, junto com Alex Úbago.
Em março de 2017, Perroni foi convidada para ser uma das assessoras da versão mexicana do La voz... Kids, integrando a equipe da cantora Rosario Flores. Em maio, lançou o single inédito "Loca", que conta com a participação da dupla colombiana Cali y El Dandee. A canção é considerada um dos maiores sucessos da carreira da cantora. Em outubro do mesmo ano, estreia a novela Papá a toda madre, onde Perroni é a atriz protagonista e faz par romântico com o ator Sebastián Rulli. Por essa personagem, Perroni ganhou pela segunda vez o Prêmio TVyNovelas de Melhor Atriz Protagonista.
Em fevereiro de 2018, lançou o single "Como Yo Te Quiero" com a participação de Alexis & Fido e lançou o curta-metragem ¡Viva la Revolución!. Em abril, participa da canção do cantor Carlos Baute, intitulada "¿Quién es ese?". Em agosto, foi lançado o longa-metragem de comédia romantica Dibujando el Cielo, onde Perroni interpreta a protagonista Sofia. Em outubro é convidada para participar do álbum do cantor espanhol Antonio José com a canção "Si Tu Quisieras" e em novembro lança o single "Bum Bum Dale Dale" com a participação de Reykon. Em 14 de dezembro, Maite Perroni anuncia que foi convidada para cantar o tema espanhol do filme The Greatest Showman, a música intitulada como "Asi Soy". Naquele ano, a revista Billboard citou a mexicana como uma das cantoras que "está renovando o cenário musical".

### 2019-2023: Séries em streamings e volta do RBD

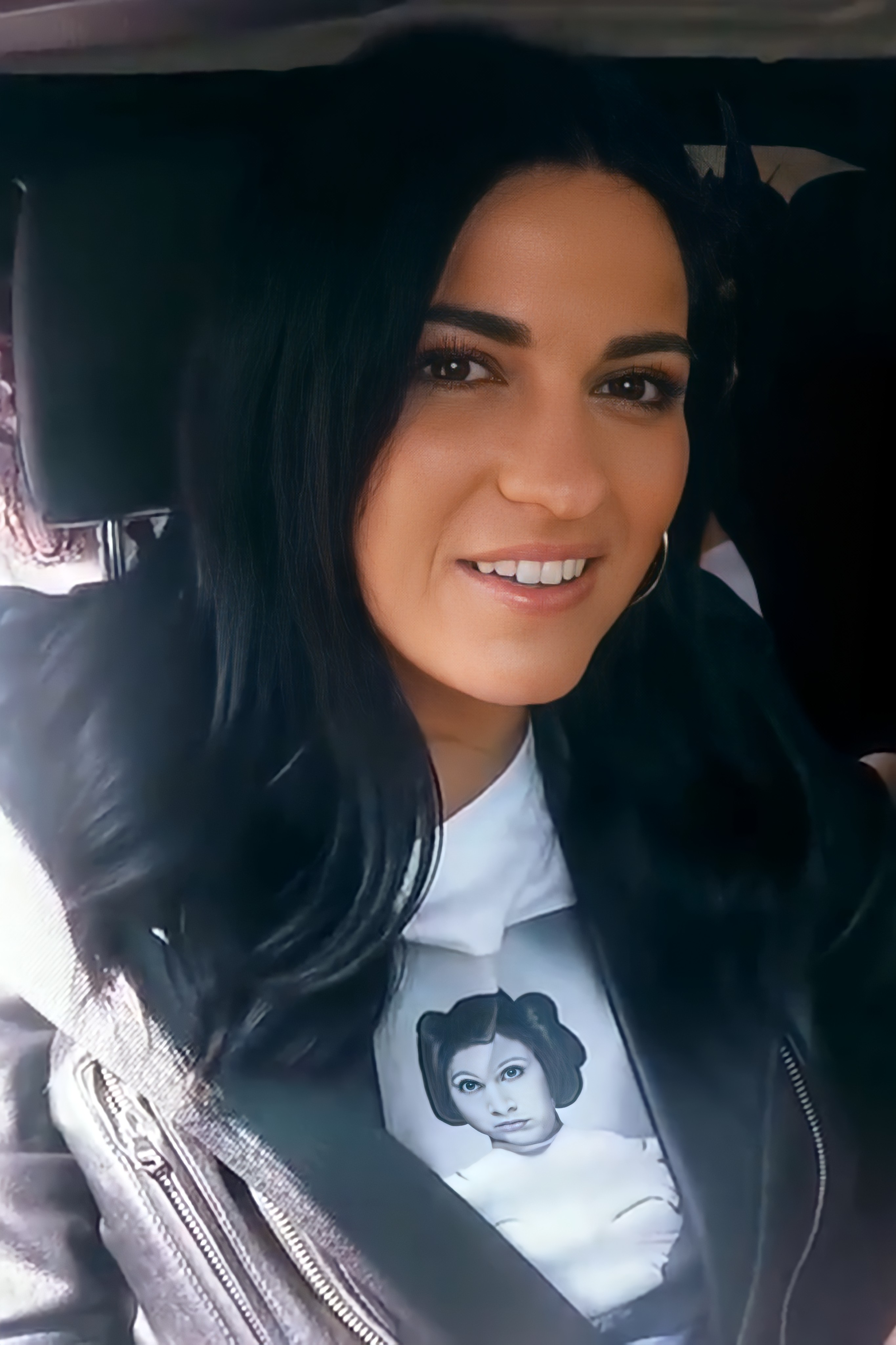
Maite Perroni durante entrevista (dezembro de 2019)

No primeiro semestre de 2019, Maite lançou as canções "Love", "Roma" e "Soltera". Em março, Perroni comparece aos prêmios TvyNovelas e interpreta o tema "Brillarás", em homenagem aos falecidos do ano. Em abril, acontece o lançamento de "Destino o Casualid", uma parceria do conjunto musical brasileiro Roupa Nova com Maite. No mês seguinte, Axel Muñiz lança sua nova música "Sin Ti" ao lado de Maite e Juan Magán. Ainda em maio, Perroni assinou com a plataforma de streaming Netflix, após o fim de seu contrato com a Televisa. Em agosto de 2019, estreou a primeira temporada da série El Juego de las Llaves, uma coprodução do serviço de streaming Prime Video, Pantaya e Corazón Films. A série conta com Maite interpretando Adriana, uma organizadora de eventos que vive um casamento feliz com o nerd Oscar (Humberto Busto). No mês seguinte foi incluída na lista "Los+ Influyentes" (Os Mais Influentes) da revista americana People en Español, graças ao impacto que teve em seus milhões de seguidores, bem como o sucesso dos projetos nos quais ela participou durante o ano de 2019. Em dezembro de 2019, é lançado o filme de comédia Doblemente Embarazada nos cinemas, sendo dirigido por Koko Stambuk. Estrelado por Maite Perroni, que também atua como produtora executiva. Além disso, Perroni compartilha os créditos com Matías Novoa, Gustavo Egelhaaf e Verónica Jaspeado. Ainda em dezembro, Maite anunciou a sua aposentadoria do mercado musical. Em 2019, Maite anunciou que se retiraria do mundo musical por tempo indeterminado.
Em março de 2020, foi lançado a série Herederos por accidente pela Claro Vídeo. A série criada por Frank Ariza, e estrelada por Maite Perroni, Consuelo Duval e Cuca Escribano. Maite ao lado de Alfonso Herrera faz uma aparição na série mexicana Cómo Sobrevivir Soltero protagonizada por Sebastián Zurita, que teve sua estreia em 26 de junho. Em julho do mesmo ano, estrelou a série original da Netflix Oscuro Deseo. O elenco traz além de Maite, os atores Alejandro Speitzer, Erik Hayser, Jorge Poza e Regina Pavó, sua filha na trama. A revista Forbes elogiu a atuação de Perroni: "Não é à toa, veterana em telenovelas, brilha como a protagonista, transitando com facilidade entre o típico drama mexicano e as camadas mais profundas da personagem. A série lhe dará mais visibilidade, levando ela para projetos mais desafiadores". Em agosto, a Netflix anunciou a renovação da série para mais uma temporada, devido ao seu estrondoso sucesso, na qual foi assistida por mais de 35 milhões de pessoas em seus primeiros 28 dias, se tornando a série com a primeira temporada mais popular de língua não inglesa da plataforma até aquele momento, ficando no Top 10 em 77 paises. Em outubro, Maite marca presença nos Premios Hombres del Año GQ, e ganha na categoria "Atriz Mexicana do Ano" com seu papel de Alma Solares em Oscuro Deseo.
No segundo semestre de 2020, o grupo RBD anúnciou um show virtual com apenas com quatro integrantes: Maite, Anahí, Christian e Christopher. O show foi um sucesso de vendas, nas suas primeiras 24h foram mais de 100 mil ingressos vendidos. O grupo ainda lançou um single inédito, intitulado Siempre he estado aqui. Em 26 de dezembro de 2020, ocorreu o show virtual Ser o Parecer – The Global Virtual Union, sendo assistido por mais de 1,5 milhão de pessoas.
Em agosto de 2021 foi lançado nos cinemas o filme Un Rescate de Huevitos, quarto filme da franquia "Huevo Cartoon" onde Maite dublou a galinha Di pela segunda vez. A revista mexicana Marie Claire relata a importância da artista no mundo do entretenimento. "Como cantora, seu triunfo em várias partes do mundo é inegável, mas como atriz, ela tem conseguido se posicionar internacionalmente, tornando-se referência nas séries da Netflix e Amazon".[carece de fontes?]

Em abril de 2022, o filme Sin Ti No Puedo, estrelado por Perroni, foi lançado no México e em junho na Espanha, onde foram realizados as gravações do filme. No mesmo mes, foi lançado o filme La Octava Clausula pela Prime Vídeo. O filme é estrelado por Maite Perroni, Manuel Vega e Oscar Jaenada. Perroni voltou a interpretar Alma Solares no episódio "Viva o Muerta" da terceira e última temporada da série mexicana ¿Quién mató a Sara? que estreou em abril de 2022. Em dezembro do mesmo ano, foi lançado o filme Huevitos Congelados pelo VIX+. O filme é o quinto e último da franquia "Huevo Cartoon" e Maite deu voz pela terceira vez a personagem Di.

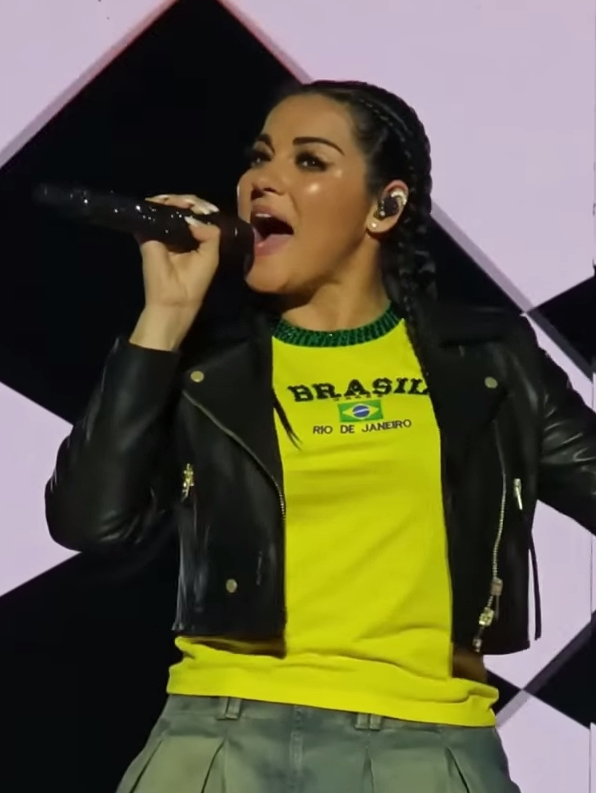
Perroni em apresentação na Soy Rebelde Tour (novembro de 2023)

Em janeiro de 2023, Maite Perroni junto com quatro de seus ex-colegas da banda RBD: Christopher Uckermann, Dulce Maria, Anahi e Christian Chávez anunciaram após um blecaute em suas contas no Instagram, que eles regressariam com a banda RBD em uma nova turnê intitulada Soy Rebelde Tour. Inicialmente a banda anunciou que fariam 21 shows nos Estados Unidos, 3 shows no México e 2 shows no Brasil, iniciando a tour no dia 25 de agosto e a encerrando no dia 1 de dezembro do mesmo ano. Porém, devido ao sucesso de vendas e da demanda, logo novas datas de shows começaram a serem confirmadas nestes países e outros como a Colômbia. A turnê foi finalizada no dia 21 de dezembro com um show no Estádio Azteca na Cidade do México. 
Ainda em fevereiro de 2023, Maite estrelou a série original da Netflix Tríada. A série que inicialmente tinha sido prevista para estrear em dezembro de 2022, acabou estreando oficialmente no dia 22 de fevereiro de 2023. Na série baseada no documentário Três Estranhos Idênticos, Maite interpretou trigêmeas idênticas e atuou ao lado dos atores David Cocharro, Flavio Medina, Nuria Bages, Ofelia Medina, Daniella Valdez, Aldo Gallardo e Ana Layevska. Logo após sua estreia, a série já se consolidou como um grande sucesso de público ficando no Top10 de mais de 50 países ao redor do mundo além de um grande sucesso de crítica, já que colunistas como o mexicano Álvaro Cueva além de elogiar a série, elogiou a performance de Maite dizendo que: "[...] se a justiça existisse, estariam a premiando em muitos lugares do mundo".  Em Novembro, Maite foi eleita a melhor atriz de série ou minissérie de ação, policial, terror ou thriller no Premios PRODU, uma premiação que engloba América Latina, Espanha e o mercado hispânico dos Estados Unidos por conta de sua atuação na série. 
Em janeiro de 2024, Maite retorna aos cinemas mexicanos com uma pequena participação no filme El Roomie de Pedro Pablo Ibarra, onde contracenou fazendo par romântico com Ana Serradilla. Filmado em 2021 e lançado em 18 de janeiro de 2024, o filme é protagonizado por José Eduardo Derbez e Fiona Palomo.
Em dezembro de 2024, Maite anuncia através de seu Instagram o lançamento do seu livro Mi Viaje Como Rebelde. O livro traz os relatos de Perroni sobre o período da Soy Rebelde Tour, com fotos e histórias inéditas dos bastidores. O livro inicialmente era comercializado apenas no México, mas logo passou a ser vendido em diversos outros países da América Latina e Europa.

### 2025-Presente: Estreia em Hollywood
Em abril de 2025, Maite anuncia através de seu Instagram que ela estaria realizando sua estreia em Hollywood com o filme No Te Olvides de Tony Estrada e Kristina Rivera. O filme é um musical e nele Maite compartilhará créditos com Xochtil Gomez.

## Vida pessoal
Maite tem ascendência italiana pelo lado de seu pai. No final de 28 de novembro de 2006, confirmou ao site mexicano La Botana que colocou silicone nos seios, após alguns meses de especulações dos fãs e mídia. Desde 2013, a cantora é vegetariana. Em 2016, fez a sua primeira tatuagem, no antebraço direito, ela tatuou a frase na língua inglesa: "shoot for the moon", em tradução livre, "tente alcançar a lua" para a língua portuguesa; que foi realizada em um estúdio de Hollywood nos Estados Unidos.

### Relacionamentos
Em 2005, começou um namoro com Guido Laris, baixista e produtor musical da banda RBD. O relacionamento terminou em 2007. Houve rumores de que ela teve um romance com o ator William Levy, mas nunca confirmado pelos dois que trabalharam juntos em Cuidado con el Ángel e Triunfo del Amor.
Em 2010 teve uma breve relação com o ator Carlos de la Mota. No mesmo ano a atriz começou um relacionamento com o também ator Mane de la Parra com quem viria a atuar na novela Cachito de Cielo. O relacionamento no entanto acabou no ano de 2012 pouco tempo após o fim da novela.
Em 2013, começou a namorar com o produtor musical chileno Koko Stambuk. Ainda nesse ano, Maite lançou uma canção com a participação vocal de Stambuk, que foi intitulada de "Ojos Divinos", com influência dos ritmos pop latino, bachata e dance music, sendo incluída na edição padrão do álbum de estreia da cantora, que recebeu o título de Eclipse de Luna. Em maio de 2021, Maite confirmou o fim do relacionamento com Stambuk, após quase sete anos de relação.

### Casamento
Em outubro de 2021, Maite confirmou através de sua conta no Instagram, que estava namorando o produtor de televisão Andrés Tovar. No dia 12 de setembro de 2022, Maite e Tovar confirmaram através de suas redes sociais que estavam noivos. O pedido aconteceu durante um passeio de helicóptero. O casamento religioso aconteceu no dia 08 e o civil no dia 09 de outubro de 2022 no Valle del Bravo no México. O casamento contou a presença de diversos famosos, entre eles, três ex-integrantes do grupo RBD: Anahí, Christian Chávez e Christopher Uckermann, e atores como Angelique Boyer, Sebastián Rulli, Alejandro Speitzer, Jorge Poza, Zuria Vega e Marimar Vega. Durante os dois dias de cerimonia, Maite usou três vestidos.

### Maternidade
Em 06 de janeiro de 2023, Maite confirmou através de seu Instagram que ela estava a espera de seu primeiro filho com o produtor Andrés Tovar. Em fevereiro do mesmo ano, Maite posou pela primeira vez grávida para a revista Caras do México e revelou que estava esperando uma menina. Além disso, Maite contou que descobriu que estava grávida cerca de um mês antes de seu casamento. Maite deu à luz a sua primeira filha, Lía Tovar Perroni, em 12 de maio de 2023 nos Estados Unidos.

## Publicidade

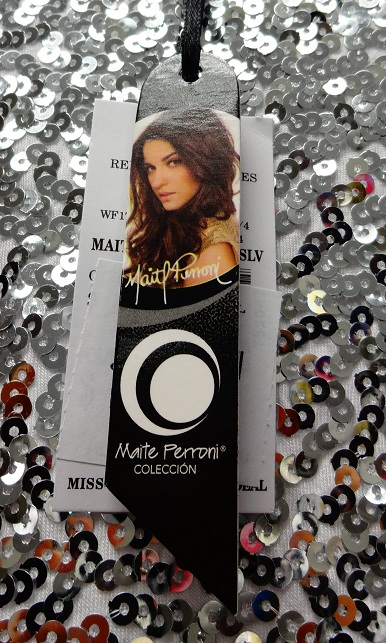
Etiqueta de uma das peças da Maite Perroni Collection

Entre 2005 e 2007, posou para os catálogos da Surat, uma linha de calçados mexicana; ainda em 2006 tornou-se a imagem da linha feminina da Nike no México. Já em 2007, assinou contrato com a NYX Cosmetics, tornando-se em 2008 a primeira modelo a ter seu contrato renovado e posar novamente para o dito catálogo. Ainda em 2007, foi lançado a venda bonecas Barbie inspirada em sua personagem em Rebelde.
Já foi o rosto principal de várias marcas como: a Asepxia (2008-2009), Cklass (2010), Magnum (2011-2012), Coppel (2011-2013), Vital Estilo (2013 -2014) e Proactiv (2012-2015). Ela já fez também propagandas e campanhas para outras marcas dentre elas: Pantene, Kinder Bueno, Giraffas, Pepsi, Wal-Mart, Nike, Teleton, Ades, Hinds, Ilusion, Marinela, Kotex, Nextel, Esmas Moda, Tvolucion, Becalos, Naturella e  atualmente fez para viagens em Cancun.
De 2015-2022 Maite estrelou e fez propaganda pra diversas marcas como: Chokis, Häagen-Dazs, Habet, Swiss Miss, BonaFon, waldos, topochico, L'bel...
Em 2023 devido a Soy Rebelde Tour, Maite fez algumas campanhas publicitárias ao lado de seus colegas do RBD como da vodka Smirnoff e da marca de calçados Vizzano. Já em 2024, foram lançadas novas linhas das bonecas Barbie inspiradas em sua personagem na novela Rebelde.

### Maite Perroni Collection
Maite lançou, nos Estados Unidos, em 2014, a sua linha de roupas em parceria com a rede de lojas National Stores. A cantora anunciou o lançamento durante o festival da revista People En Español que aconteceu em agosto, no Texas. Em entrevista durante o evento, ela disse: 
| “ | Procuro a essência e a comodidade da mulher. (A coleção) vai refletir meu gosto mas pensando nas diferentes personalidades: clássica e feminina, boêmia e roqueira. | ” |

As roupas da Maite Perroni Collection, foram desenhadas pela própria artista, foram lançadas oficialmente em dezembro de 2014 com preços entre US$ 4 e 20 dólares.

### Maite Perroni - Vinhos/Spara
Maite Perroni também começou a expansão de seus negócios em 2021, tornando-se empresária. Ela criou uma marca de vinhos, Spara, que trabalha com uvas provenientes da região de Mendoza, na Argentina. O produto foi disponibilizado na Amazon México, e se tornou um sucesso de vendas, ocupando o primeiro lugar por vários dias.
| “ | Os nossos vinhos SPARA nascem naqueles momentos em que decide agir, quando soa o tiro de partida e decide que é hora de concretizar os seus sonhos, também nasce naqueles momentos em que olha para trás para ver aqueles sonhos realizados e veja o trabalho que foi difícil de realizar. | ” |

### Maite Perroni X Shein
Em setembro de 2022 Maite Perroni em parceria com a Shein lançou uma coleção chamada Maite Perroni X Shein. Com 36 looks divididos em 4 categorias: 'classy femenine', 'timeless iconic', 'modern elegant' e 'rock chic', a coleção que foi desenhada por Maite se diferenciam por seus desenhos: uns mais atemporais e clássicos, e outros mais coloridos ou roqueiros.
| “ | De acordo com as estações e tendências, escolhemos algumas peças. Costumo usar oversize, ternos, jaquetas e roupas com um toque disruptivo. Acho que me identifico muito com essa coleção porque precisamente escolhemos peças-chave que combinam com todos os estilos, bem como outros que são uma declaração de princípios: permita-nos brincar com as cores, texturas e materiais para fazer a diferença... | ” |

## Outras atividades

### Apresentadora
Mesmo antes de se tornar atriz, Maite já havia apresentado um programa no canal Disney Channel.
Em 2010, apresentou duas categorias no Kids Choice Awards México. Em 2011, Maite foi condutora da premiação "Hispanic Heritage Awards", em Washington, na Casa Branca.
Em novembro de 2014, foi umas das artistas convidadas para entregar um prêmio na cerimônia de premiação do Grammy Latino de 2014, Maite entregou um prêmio ao lado do cantor Prince Royce.
Em fevereiro de 2015, ela esteve apresentando o Premio Lo Nuestro em Miami, onde ficou a cargo de algumas entrevistas e de acompanhar tudo que estava acontecendo nas redes sociais. Em julho, esteve apresentando o tapete principal da noite entrevistando as estrelas que chegavam nos Premios Juventud, além de se apresentar com sua canção "Vas a Querer Volver" na premiação. Em agosto conduziu o Kids Choice Awards México 2015 ao lado de Mario Bautista. Em abril de 2016, Maite apresentou uma categoria junto com Arath de la Torre na premiação Diosas de Plata. A atriz e cantora já revelou que adora apresentar e que adoraria fazer parte da equipe do programa mexicano Hoy.
Em 2017, Perroni apresentou os prêmios TvyNovelas ao lado de Cristián de la Fuente. A cantora surpreendeu com 9 trocas de roupas. Já em 2019, Maite Perroni foi apresentadora principal dos Premios Lo Nuestro ao lado de Alejandra Espinoza e Victor Manue.
No dia 23 de Setembro de 2021, Perroni foi uma das apresentadoras dos Prêmios Billboard, a atriz e cantora mexicana dividiu o palco com William Levy, Alejandra Espinoza e Pedro Fernandez.
Em Outubro de 2023, Maite ao lado de Christopher Von Uckermann e Christian Chávez, apresentou a categoria "Canção do Ano em Vendas" dos Prêmios Billboard.

### Compositora
Colaborou também com composições de músicas e com a produção de seu álbum de estreia Eclipse de luna. Dentre as músicas co-escrita por Maite estão os singles "Tú y yo" e "Eclipse de luna" e as canções "Melancolía (Saudade)" e "Los Cangrejos", todos escritos em conjunto com Koko Stambuk e Christopher Manhey.  Em 2018, Maite Perroni colabora na composição da música ''Bum Bum Dale Dale'', na qual comparte créditos com com compositores brasileiros renomados como: Pablo Bispo, Sergio Santos e Ruan Guimarães.  Apesar disto, Maite revelou que não se atreve a se chamar de compositora, pois, segundo a ela, tem muito para aprender.

### Dubladora
Em 2012, Maite fez a dublagem da personagem Tooth Fairy (Fada do dente) do filme Rise of the Guardians (A Origem dos Guardiões) no México.
Um ano depois, dublou a personagem "Maite Terranova" em Selección Canina e a personagem "Di" na animação mexicana Un Gallo Con Mucho Huevos, ambos os filmes foram lançados em 2015 e o último foi sucesso de bilheteria, Un Gallo Con Mucho Huevos arrecadou quase três milhões e meio de dólares em seu primeiro fim de semana de exibição nos Estados Unidos e em duas semanas de exposição levantou mais de 100 milhões de pesos (moeda mexicana) no México. Posteriormente, Maite também dublou a personagem "Di" nas sequências do filme, sendo eles Un Rescate de Huevitos lançado em 2021 e Huevitos Congelados lançado em 2022.

### Colunista
Em setembro de 2021, Maite começou a ter uma coluna mensal na revista Marie Claire do México. Na coluna, Maite falava sobre diversos temas e fazendo reflexões sobre eles, tendo sido a primeira coluna sobre a luta das mulheres por seus direitos. A última coluna com Maite foi publicada em maio de 2023 onde esta falava sobre sua família.

## Filantropia
Maite é ativa em eventos de caridade que visam combater o câncer de mama e do despertar da consciência nas pessoas sobre esta doença. Sua mãe sofreu desta doença. Em 2011, junto a “Fundación Televisa” Maite ajudou na prevenção desta doença. Graças a “Fundación Televisa” e a novela “Triunfo del Amor” milhares de mulheres poderam prevenir o câncer de mama, isso depois de finalizar uma campanha onde as pessoas enviavam mensagens para um encontro com Maite. Em 2014 a cantora esteve Miami, apoiando a campanha ‘Pantene Beatiful Lengths’ a qual pede doações de cabelo para mulheres que estão em tratamento de câncer de mama, durante uma entrevista para campanha Maite se emocionou ao falar sobre todo processo que viveu junto à sua mãe desde o diagnostico até o fim do tratamento.
Maite já se apresentou diversas vezes nos eventos do Teleton, que busca arrecadar dinheiro para ajudar a criação de centros de reabitação infantil para crianças com deficiências. Ainda com o RBD, participou de diversas edições do Teleton pelo mundo. Em todos esses anos pós RBD, a atriz e cantora vem sempre participando e apoiando o Teleton USA e o Teleton México. Em 2013, esteve presente no Teleton da Costa Rica. Em 2015, fez uma visita a Fundación Teleton da Colômbia. Março de 2018, participa do Teleton USA e canta a musica Asi Soy ao lado de uma cadeirante.
Em 2020, Perroni se torna embaixadora de Save the Children, uma organização comprometida, há mais de 100 anos, com os direitos das crianças e dos adolescentes.
| “ | Para mim, ser parte do Save The Children significa uma responsabilidade que eu assumo com todo meu compromisso. Há muito trabalho para se fazer e teremos muitas coisas a realizar, mas estou confiante de que, junto com vocês, vamos fazer acontecer. Vamos com tudo!”. | ” |

Em Novembro é lançado o clipe Cuando Te Fuiste de María León com participação de cantoras mexicanas dentre elas Maite Perroni. É um projeto para arrecadação de fundos para tratamento e medicamentos de crianças com câncer.
Em 2024, Perroni se tornou embaixadora da marca Bio Baby, uma marca comprometida em produzir fraldas sustentáveis.

## Discografia
- Eclipse de Luna (2013)

## Filmografia

### Televisão
| Ano       | Título                   | Personagem                                   | Notas                          |
| --------- | ------------------------ | -------------------------------------------- | ------------------------------ |
| 2004/2006 | Rebelde                  | Guadalupe "Lupita" Fernández                 | Papel principal; 439 episódios |
| 2007      | RBD: La Familia          | May                                          | Papel principal; 13 episódios  |
| 2007      | Lola, Érase Una Vez      | Cinderela                                    | Participação especial          |
| 2008/2009 | Cuidado con el Ángel     | María de Jesús "Marichuy" Velarde Santos     | Papel principal                |
| 2009      | Mi Pecado                | Lucrécia Córdoba Pedraza                     | Papel principal                |
| 2010      | Mujeres Asesinas         | Estela Blanco                                | Episódio: "Las Blanco, viudas" |
| 2010/2011 | Triunfo del Amor         | María "Desamparada" Iturbide Gutiérrez       | Papel principal                |
| 2012      | Cachito de Cielo         | Renata Landeros de Franco                    | Papel principal                |
| 2014      | La Gata                  | Esmeralda de la Santa Cruz Sánchez "La Gata" | Papel principal                |
| 2015/2016 | Antes muerta que Lichita | Alicia "Lichita" Gutiérrez López             | Papel principal                |
| 2017/2018 | Papá a Toda Madre        | Renée Sánchez Moreno/ Renée Carvajal Moreno  | Papel principal                |
| 2019/2021 | El Juego de las Llaves   | Adriana Romero                               | Papel principal; 18 episódios  |
| 2020      | Herederos Por Accidente  | Lupita Marques                               | Papel principal; 13 episódios  |
| 2020      | Como Sobrevivir Soltero  | Ela mesma                                    | Episódio 7: "Romcom"           |
| 2020/2022 | Oscuro Deseo             | Alma Quintana Solares                        | Papel principal; 33 episódios  |
| 2022      | ¿Quién Mató a Sara?      | Alma Quintana Solares                        | Episódio 3: "Viva o Muerta"    |
| 2023      | Tríada                   | Rebecca "Becca" Fuentes                      | Papel principal                |
| 2023      | Tríada                   | Aleida Trujano                               | Papel principal                |
| 2023      | Tríada                   | Tamara Sánchez/Aleida                        | Papel principal                |

### Cinema
| Ano  | Título                      | Personagens     | Notas                      |
| ---- | --------------------------- | --------------- | -------------------------- |
| 2012 | Rise of the Guardians       | Tooth Fairy     | Dublagem                   |
| 2015 | Selección Canin             | Maite Terranova | Dublagem                   |
| 2015 | Un Gallo Con Muchos Huevos  | Di              | Dublagem                   |
| 2016 | El Arribo de Conrado Sierra | Ninfa Alcantara |                            |
| 2018 | Dibujando el Cielo          | Sofia Márquez   |                            |
| 2018 | Viva la Revolución          | Miss Guevara    | Curta-metragem             |
| 2019 | Doblemente Embarazada       | Cristina        | Também produtora executiva |
| 2021 | Un rescate de huevitos      | Di              | Dublagem                   |
| 2022 | Sin Ti No Puedo             | Blanca          |                            |
| 2022 | La Octava Cláusula          | Kat             |                            |
| 2022 | Huevitos Congelados         | Di              | Dublagem                   |
| 2024 | El Roomie                   | Ex Roomie de Ro | Participação especial      |

## Teatro
| Ano  | Título              | Personagem |
| ---- | ------------------- | ---------- |
| 2010 | Cena de Matrimonios | Elisa      |

## Turnês
- Maite Perroni Brazilian Tour (2010)
- Eclipse de Luna Tour (2014–15)
- Tour Love (2016–18)
- Maite Perroni Live Tour (2018)[185]